# Коммарен
Коммаре́н (фр. Commarin) — коммуна во Франции, находится в регионе Бургундия. Департамент коммуны — Кот-д’Ор. Входит в состав кантона Пуйи-ан-Осуа. Округ коммуны — Бон.
Код INSEE коммуны — 21187.

## Население
Население коммуны на 2010 год составляло 124 человека.
| 1962 | 1968 | 1975 | 1982 | 1990 | 1999 | 2010 |
| ---- | ---- | ---- | ---- | ---- | ---- | ---- |
| 193  | 175  | 132  | 157  | 147  | 142  | 124  |

## Экономика
В 2010 году среди 77 человек трудоспособного возраста (15—64 лет) 60 были экономически активными, 17 — неактивными (показатель активности — 77,9 %, в 1999 году было 69,9 %). Из 60 активных жителей работали 58 человек (31 мужчина и 27 женщин), безработных было 2 (0 мужчин и 2 женщины). Среди 17 неактивных 3 человека были учениками или студентами, 9 — пенсионерами, 5 были неактивными по другим причинам.